# Otoniela quadrivittata
Otoniela quadrivittata là một loài nhện trong họ Anyphaenidae.
Loài này thuộc chi Otoniela. Otoniela quadrivittata được Eugène Simon miêu tả năm 1897.